# Brazilserolis foresti
Brazilserolis foresti är en kräftdjursart som först beskrevs av Bastida och Torti 1970.  Brazilserolis foresti ingår i släktet Brazilserolis och familjen Serolidae. Inga underarter finns listade i Catalogue of Life.